# Camillo Castiglioni
Camillo Castiglioni (Trieszt, 1879. október 22. – Róma, 1957. december 18.) olasz bankár, „pénzügyi varázsló”, a BMW kezdeti sikereinek megalapozója.

## Életpályája
Az akkoriban Ausztriához (ma Olaszországhoz) tartozó Triesztben született egy rabbi fiaként. Jogot végzett.
Az első világháború előtt a Semperit gumigyár menedzsere volt. 1921-ben megszerezte az Alpine Montan AG részvénytöbbségét, amelyet később a német Stinnes-csoportnak értékesített. Ő alapította az Österreichische Luftfahrtsgesellschaft nevű osztrák repülőtársaságot. Sikeres vállalkozásaiból az inflációs időszakban hatalmas vagyonhoz jutott. Műgyűjtőként gazdag gyűjteménnyel rendelkezett. 1923-ban színházat alapított Bécsben, ahol többek között Max Reinhardt is szerepelt.

### Repülőgépgyárai
Az első világháború alatt mind az Osztrák–Magyar Monarchia területén, mind Németországban több repülőgépgyárat alapított.
(zárójelben az alapítás éve).
- Motor-Luftfahrzeug-Gesellschaft m.b.H.-t mint tisztán kereskedelmi társaság (1912).
- Ungarische Flugzeugwerke A.G. (Ufag) (Budapest-Albertfalva) (1912)
- Österreichisch-ungarische Albatros-Werke Ges.m.b.H. (1914)
- Hansa- und Brandenburgische Flugzeugwerke A.G., Berlin és Brandenburg (1915)
- Phönix-Flugzeugwerke A.G., Wien-Stadlau (1917)
- Bayerische Motoren-Werke, München-Oberwiesenfeld (1917; eredetileg G.m.b.H. (Kft.), 1918-tól A.G. (Rt.)